# Henou (explorateur)
 (juin 2009).
Si vous disposez d'ouvrages ou d'articles de référence ou si vous connaissez des sites web de qualité traitant du thème abordé ici, merci de compléter l'article en donnant les références utiles à sa vérifiabilité et en les liant à la section « Notes et références ».
Pour les articles homonymes, voir Henou.
Henou est un explorateur antique égyptien sous le règne de Montouhotep III vers 2000 av. J.-C. À l'origine, il est un haut fonctionnaire, notamment détenteur des titres de « Protecteur de la mer Rouge » et « Chef des six cours de Justice ».
En tant  que « Gardien de la Porte du Sud », il est responsable de la défense de la frontière sud de l'Égypte et un explorateur supposé de la mer Rouge, ce qui en ferait un des premiers explorateurs de l'Histoire.
Dans la huitième année du règne de Montouhotep III, Henou part de Coptos à la tête d'une armée de 3 000 hommes, traversant les déserts montagneux de l'est en direction du Ouadi Hammamat et des côtes de la mer Rouge. Il aurait aussi navigué ou commandité une expédition dans la mer Rouge et exploré la côte sud-est du pays de Pount, comme le  raconte une inscription découverte au Ouadi Hammamat.
Henou, devenu populaire par ses explorations, a su fédérer à son époque une large communauté d’adeptes faisant de lui un leader pragmatique. C’est grâce à ses aptitudes de commandement et à l’art de rassembler une population autour de lui, qu’il a su diriger une armée et défendre son territoire[réf. nécessaire].

## Sépulture
Henou est enterré à Deir el-Bahari, dans la nécropole thébaine, dans la tombe TT313.